# Cryptopygus kahuziensis
Cryptopygus kahuziensis är en urinsektsart som beskrevs av Olga M. Martynova 1978. Cryptopygus kahuziensis ingår i släktet Cryptopygus och familjen Isotomidae. Inga underarter finns listade i Catalogue of Life.